# Metrófanes III de Constantinopla
Metrófanes III de Constantinopla (em grego: Μητροφάνης Γ΄; 1520 – 9 de agosto de 1580), dito de Bizâncio, foi patriarca ecumênico de Constantinopla duas vezes, a primeira entre 1565 e 1572 e a segunda entre 1579 e sua morte em 1580.

## História
Metrófanes nasceu em 1520, filho de um comerciante búlgaro na vila de Hasköy (Agia Paraskevi), atualmente parte de Istambul, o que lhe valeu o epíteto Byzantios (em grego: o Βυζάντιος, "de Bizâncio"). Seu nome de nascimento aparece ora como Manuel ora como Jorge.
Em 1546, Metrófanes foi nomeado bispo metropolitano de Kayseri pelo seu amigo pessoal, o patriarca Dionísio II de Constantinopla, que o enviou para a República de Veneza para conseguir fundos. Contudo, Metrófanes seguiu adiante na viagem e foi até Roma, onde foi recebido pelo papa. Em 1548, notícias desta visita provocaram grande preocupação em parte da população grega de Istambul, resultando em protestos e numa tentativa de assassinar Dionísio, que foi considerado tão culpado quando Metrófanes. Dionísio estava à ponto de ser deposto, mas nada foi feito por causa do apoio que ele tinha do sultão otomano Solimão, o Magnífico. Metrófanes, por outro lado, foi deposto de sua sé, mas, já em 1551, ele foi perdoado e passou a viver no mosteiro da Santíssima Trindade, na ilha de Heybeliada (Chalki),  onde ficou responsável pelo cuidado e expansão da biblioteca.
Metrófanes foi eleito patriarca pela primeira vez em janeiro ou fevereiro de 1565 com o apoio do rico e influente Miguel Cantacuzeno. Ele reinou por sete anos e tentou melhorar as finanças do Patriarcado através de uma viagem pela Moldávia para coletar fundos. Ele era um homem erudito de mente aberta e bem disposto em relação aos ocidentais, tanto católicos quanto protestantes. Em 1568, Metrófanes proferiu uma dura condenação em uma carta encíclica sobre os maus-tratos aos judeus em Creta:
| “ | Injustiça ... seja contra quem for dirigida ou realizada, não deixa de ser injustiça. A pessoa injusta jamais se livra da responsabilidade por estes sob o pretexto de que a injustiça foi realizada contra um heterodoxo e não contra um fiel. Como o nosso Senhor Jesus Cristo nos Evangelhos disse para que não se oprima ou acusa ninguém falsamente; não faça nenhuma distinção ou dê espaço para que os fieis ataquem os que são de outra crença. | ” |
|   | — Metrófanes II de Constantinopla. |   |

Ele foi deposto em 4 de maio de 1572 quando Miguel Cantacuzeno transferiu seu apoio ao jovem e brilhante patriarca Jeremias II Tranos. Depois de sua deposição, Metrófanes foi nomeado bispo "eis zoarkeian" ("sem obrigações pastorais") de Lárissa e Quio para que tivesse uma renda. Ele próprio se retirou novamente para o Mosteiro da Santíssima Trindade em Chalki, perto da capital.
Depois de suas tentativas para retornar ao trono, Metrófanes foi exilado para Monte Atos em 1573. Seis anos depois, após a execução de Miguel Cantacuzeno e o assassinato do grão-vizir Mehmed, Jeremias perdeu seus aliados e Metrófanes foi restaurado no trono em 25 de novembro de 1579. Contudo, ele morreu apenas uns poucos meses depois, em 9 de agosto de 1580, e foi enterrado na Igreja de Pamacaristo, que na época era a catedral patriarcal.